# Specchio Magico (Biancaneve)
Lo specchio magico è un elemento della fiaba Biancaneve dei Fratelli Grimm.

## Storia originale
Nella fiaba la regina è una bellissima donna che possiede uno specchio magico, al quale si specchia vanitosa. Invidiosa della bellezza della giovane figliastra Biancaneve, incarica un cacciatore di portare la ragazza nel bosco e ucciderla. Un giorno però la regina cattiva, grazie allo specchio fatato, scopre che la ragazza è viva e in salute. Cerca così di ucciderla nuovamente, riuscendoci con una mela avvelenata. Qualche tempo dopo viene invitata alle nozze di un principe e una principessa, e lo specchio la avverte che la sposa è più bella di lei. Questa sposa si rivela essere Biancaneve, risvegliata dall'amore del principe.

## Origini
Ci sono diversi ipotesi sulle origini della storia di Biancaneve, che potrebbe essere ispirata a fatti realmente accaduti. Nel 1986 il ricercatore Karl-Heinz Barthels ipotizzò che Biancaneve sarebbe stata in realtà Maria Sophia Margaretha Catherina von Erthal, nata a Lohr nel 1725 e figlia di un importante magistrato e rappresentante del Principe Elettore tedesco. La nobile aveva perso la madre in età giovanile e suo padre si era risposato con Claudia Elisabeth von Reichenstein. Il castello dei von Erthal è tuttora un'attrazione turistica, e ai visitatori viene mostrato il cosiddetto "specchio parlante", che il padre di Maria Sophia avrebbe regalato alla matrigna: si tratta di un giocattolo acustico in voga nel '700, in grado di registrare e riprodurre le frasi pronunciate da chi si specchiava. Esso sarebbe alla base dello Specchio Magico della matrigna.

## Adattamenti
Lo specchio magico appare in diversi adattamenti della fiaba:
Film
- Snow White (1916)
- Snow White (1917)
- Coal Black and de Sebben Dwarfs (1943), cartone animato Looney Tunes
- Schneewittchen (1955)
- Biancaneve e i tre compari (Snow White and the Three Stooges) (1961): interpretato da Paul Frees
- La meravigliosa favola di Biancaneve (Pamuk Prenses ve 7 cüceler) (1970)
- Buon Natale Biancaneve (A Snow White Christmas) (1980)
- Biancaneve & Co. (1982): interpretato da Gianfranco D'Angelo
- Biancaneve (Snow White) (1987): interpretato da Julian Chagrin, doppiato in italiano da Michele Kalamera
- Biancaneve - E vissero felici e contenti (Happily Ever After - Snow White's Greatest Adventure) (1989): doppiato in originale da Dom DeLuise e in italiano da Renato Mori
- C'era una volta Biancaneve (Sněhurka a sedm trpasliku) (1992)
- Snow White (1996), cartone animato
- Biancaneve nella foresta nera (Snow White: A Tale of Terror) (1997)
- La vera storia di Biancaneve (Snow White. The Fairest of Them All) (2001)
- 7 Zwerge - Männer Allein im Wald (2004): interpretato da Rüdiger Hoffmann
- 7 Zwerge - Der Wald ist nicht Genug (2006): interpretato da Rüdiger Hoffmann
- Sydney White - Biancaneve al college (Sydney White) (2007): è il computer con la lista delle più belle
- Biancaneve e gli 007 nani (Happily N'Ever After 2) (2009): doppiato in originale da Jim Sullivan e in italiano da Jerry Calà
- Biancaneve (Mirror Mirror) (2012): interpretato da Julia Roberts, con il duplice ruolo della Regina Cattiva
- Biancaneve e il cacciatore (Snow White and the Huntsman) (2012): interpretato da Christopher Obi Ogugua
- Il cacciatore e la regina di ghiaccio (The Huntsman: Winter's War) (2016): nuovamente interpretato da Christopher Obi Ogugua
- Biancaneve (Snow White) (2025): doppiato in originale da Patrick Page e in italiano da Antonino Saccone

Serie e miniserie televisive
- Snow White, della serie animata Betty Boop (1933)
- Le favole più belle (Festival Of Family Classics) (1972-1973).
- Le più belle favole del mondo (Manga Sekai Mukashi banashi (1976).
- C'era una volta (Sekai dōwa anime zenshū) (1982).
- Nel regno delle fiabe (Shelley Duvall's Faerie Tale Theatre) (1984): interpretato da Vincent Price
- Biancaneve a Beverly Hills (The Charmings) (1987 - 1988)
- Le fiabe son fantasia (1987-1989)
- Libri in TV (1994).
- La leggenda di Biancaneve (Shirayuki Hime no Densetsu) (1994)
- Le più belle fiabe dei fratelli Grimm (Acht auf einen Streich - Schneewittchen) (2009)
- C'era una volta (Once Upon a Time) (2011)
- Winx Club (2004)
- Regal Academy (2016)

### Versione Disney
Lo specchio magico compare anche nel primo lungometraggio animato di Walt Disney, Biancaneve e i sette nani del 1937. È doppiato in originale da Moroni Olsen e in italiano da Aldo Silvani (doppiaggio del 1938) e da Mario Feliciani (doppiaggio del 1972).
È apparso inoltre nello special  I Cattivi Disney - Brutti e Cattivi!, dove fa il narratore (doppiato in italiano da Sergio Fiorentini), e nella serie House of Mouse - Il Topoclub (doppiato in italiano da Saverio Indrio) e fa parte del franchise Principesse Disney, nonché nello speciale LEGO Disney Princess: The Castle Quest, in cui è alleato di Gaston, e in un momento in cui lui e Biancaneve si rincontrano, lui nel cercare di chiedere clemenza, chiede scusa addirittura della vicenda. 
È l'aiutante principale e fedele della malvagia matrigna di Biancaneve, maestra di magia nera. Nella storia come nella favola a cui il film si ispira, la regina è molto superba e vanitosa, ossessionata dalla propria bellezza e gelosa della bellezza della figliastra, al punto da desiderarne la morte, pur di restare la donna più bella del regno. Lo specchio magico, di suo possesso, è abitato da uno spirito onnisciente, al quale rivolge sempre la frase: "Specchio, servo delle mie brame, chi è la più bella del reame?"
Lo specchio compare nel videogioco Kingdom Hearts Birth by Sleep, dove la regina Grimilde usa una pozione sullo Specchio per farlo combattere contro Terra.
- La storia di Terra: Terra giunge in questo mondo e incontra la Regina Grimilde, che sta interrogando lo Specchio Magico, e gli chiede chi sia la più bella del reame. Quando lo specchio le dice che la più bella e Biancaneve, la regina va su tutte le furie e chiede a Terra di portargli il suo cuore. Il giovane cerca Master Xehanort e Grimilde gli promette che a lavoro compiuto potrà chiedere allo specchio informazioni, e per questo accetta. Terra va a cercare Biancaneve e la trova in un campo fiorito (stesso luogo dove il cacciatore porta Biancaneve per ucciderla, quindi prende il suo posto nella storia) e si accorge della luce della ragazza, e decide di risparmiarla, ma mentre parla alla ragazza appaiono dei Nesciens e Terra tenta di attaccarli con il Keyblade, Biancaneve fugge credendo che il giovane volesse ucciderla. Il ragazzo decide di tornare dalla Regina e di affrontarla, Grimilde furiosa lancia contro lo Specchio una pozione per costringerlo a combattere. Terra si ritrova dentro lo specchio, e dopo un lungo scontro ha la meglio e riesce a ritornare dalla Regina che e costretta a chiedere allo specchio informazioni su Xehanort, lo Specchio risponderà rivelando un indizio.
- La storia di Aqua: Grimilde riesce a ingannare Biancaneve, e a farle mangiare la mela avvelenata. Aqua giunge nei pressi della casa dei nani e li vede piangere vicino a una bara. I nani le spiegano che Biancaneve è stata avvelenata mangiando una mela datale da una vecchia mendicante (Grimilde tramutata) e le dicono che la Regina e scappata via, mentre in seguito lo Specchio magico le dice che e morta.

### Versione di Shrek
Lo Specchio appare nel franchise Shrek, in cui è doppiato in originale da Chris Miller e in italiano da Pino Insegno. Graficamente è simile alla versione disneyana, ma oltre a essere più dissacrante e comico (come tutto il tono di Shrek nei confronti delle fiabe classiche) funziona anche come una moderna televisione in alcuni frangenti.